# Таринци
Таринци (мкд. Таринци) су насеље у Северној Македонији, у источном делу државе. Таринци су село у оквиру општине Карбинци.

## Географија
Таринци су смештени у источном делу Северне Македоније. Од најближег града, Штипа, насеље је удаљено 8 km северно.
Насеље Таринци се налази у историјској области Овче поље. Насеље је положено у долини реке Брегалнице, на левој обали реке. Југоисточно од насеља уздиже се побрђе Јуруклук, најнижи део планине Плачковице ка истоку. Надморска висина насеља је приближно 300 метара.
Месна клима је блажи облик континенталне због близине Егејског мора (жарка лета).

## Становништво
Таринци су према последњем попису из 2002. године имали 905 становника.
Већинско становништво су етнички Македонци (99%), а остало су Срби.
Претежна вероисповест месног становништва је православље.